# Sandy Springs, Georgia
Sandy Springs, Georgia là một thành phố thuộc quận Fulton trong tiểu bang Georgia, Hoa Kỳ. Thành phố có diện tích 101  km², dân số theo điều tra năm 2000 của Cục điều tra dân số Hoa Kỳ là 82.647 người. Công ty thức ăn nhanh Popeyes có trụ sở ở đây.